# Медведев, Михаил Георгиевич
Михаи́л Гео́ргиевич Медве́дев (1887 — 1919) — российский революционер, большевик, участник Гражданской войны на Орловщине. Командир Первого Орловского Коммунистического рабочего полка, созданного для защиты города от белогвардейцев.

## Гражданская война
По прибытии в Орел большевик Медведев встал во главе финансового отдела.
В конце августа 1919 года, во время интенсивного продвижения Добровольческой армии на север, к Москве, среди орловцев был сформирован коммунистический отряд (впоследствии — Первый Орловский Коммунистический рабочий полк), предназначенный для предстоящей обороны города от белых. Во главе его встал М. Г. Медведев, с самой Первой мировой войны не бравший в руки оружие.
12 и 13 октября, накануне вступления корниловцев в Орёл, на левом берегу реки Цон у деревни Знаменка под Орлом состоялось сражение между белогвардейцами, наступавшими со стороны Кром и частями Красной армии, в котором принимал участие и коммунистический отряд под командованием Медведева. В этом бою красным, не сумевшим прорваться через стену пулемётного огня и отбить вражескую атаку, пришлось отступить.

## Гибель
Согласно версии орловского краеведа Василия Катанова, той же ночью Медведев был вызван в штаб, находившийся в деревне Некрасовка, и попал в засаду, устроенную белогвардейцами. Конный разъезд задержал Медведева и доставил в штаб белых на берегу Орлика, после чего командир рабочего полка был допрошен и расстрелян в близлежащем овраге. Его труп находился здесь в течение недели, вплоть до занятия Орла красными.
Существуют и другие версии гибели Медведева. Так, краевед В. П. Ерёмин полагает, что Медведев не допрашивался белыми вообще, а погиб во время боя с ними; в официальных источниках советского периода указывалось, что командир полка пал на поле сражения.

## Память

Памятник Медведеву М.Г. на Московской улице

В Орле именем Медведева названа улица в Железнодорожном районе. Кроме того, имя Медведева носит Открытое Акционерное Общество «Орловский ордена Трудового Красного Знамени машиностроительный завод имени Медведева», (до революции — завод братьев Калле).
В 1954 году останки Медведева были перенесены на Троицкое военное кладбище, где был установлен памятник рядом с мемориальной доской над его прахом. Здесь же была установлена мемориальная доска над братским захоронением красноармейцев из отряда Медведева, погибших при обороне города во время боев осенью 1919 года.
4 ноября 1961 года перед зданием заводоуправления машиностроительного завода был открыт памятник Михаилу Георгиевичу Медведеву. Авторы памятника — скульптор С. И. Фокин, архитектор С. И. Федоров, резчик по камню В.Л. Гандурин. Фигура командира Орловского Коммунистического полка сделана из красного гранита и установлена на пьедестале с низким цоколем из черного полированного гранита .